# Paweł Cieślik (Bischof)
Paweł Cieślik (* 15. Juli 1940 in Czernice) ist ein polnischer römisch-katholischer Geistlicher und emeritierter Weihbischof in Koszalin-Kołobrzeg.

## Leben
Paweł Cieślik besuchte von 1954 bis 1958 die Kleinen Seminare in Wschowa und in Słupsk, wo er das Abitur erlangte. Von 1958 bis 1964 studierte er Philosophie und Katholische Theologie am Priesterseminar in Gościkowo-Paradyż. Am 25. Juni 1964 empfing er in der Pfarrkirche St. Maria Magdalena in Zakrzewo durch den Weihbischof in Gnesen, Jerzy Stroba, das Sakrament der Priesterweihe für das Bistum Koszalin-Kołobrzeg.
Cieślik war nach der Priesterweihe zunächst als Pfarrvikar der Pfarreien St. Johannes der Täufer in Międzyrzecz (1964–1966) und Heilige Familie in Stettin (1966–1968) tätig. Nachdem er 1968 Biblische Theologie an der Katholischen Universität Lublin studiert hatte, wurde er 1969 für weiterführende Studien nach Frankreich entsandt. Dort erwarb er 1970 an der Universität Straßburg ein Lizenziat. Von 1970 bis 1973 setzte er seine Studien am Päpstlichen Bibelinstitut in Rom und von 1973 bis 1976 erneut an der Universität Straßburg fort, an der er 1976 bei Joseph Schmitt mit der Arbeit L’Instruction de Pierre à Corneille dans Actes X, 34–43. Contribution à l'étude des „discours missionnaires“ de Luc („Die Anweisung des Petrus an Kornelius in Apostelgeschichte 10,34–43. Ein Beitrag zum Studium der ‚Missionsreden‘ des Lukas“) zum Doktor der Theologie im Fach Biblische Theologie promoviert wurde. Nach der Rückkehr in seine Heimat wirkte Cieślik von 1976 bis 1979 als Pfarrvikar der Pfarrei Heiliger Erlöser und als Akademikerseelsorger in Stettin. Zudem lehrte er von 1976 bis 1982 Bibelwissenschaft am Priesterseminar in Gościkowo-Paradyż, an dem er von 1979 bis 1982 auch als Studienpräfekt fungierte. Von 1982 bis 1985 war er Subregens des Priesterseminars in Stettin. Nachdem er von 1987 bis 1993 die Stettiner Beratungsstelle des Instituts für Familienstudien der Akademie für Katholische Theologie in Warschau geleitet hatte, wurde er Regens des Priesterseminars in Stettin, an dem er zusätzlich neutestamentliche Exegese lehrte. Außerdem war Cieślik bereits ab 1980 Domherr an der Jakobskathedrale in Stettin. Überdies gehörte er der Redaktion der Schriftenreihe Szczecińskie Studia Kościelne („Stettiner Kirchliche Studien“) und dem Priesterrat des Erzbistums Stettin-Cammin an.
Papst Johannes Paul II. ernannte ihn am 3. Dezember 1994 zum Weihbischof in Koszalin-Kołobrzeg und zum Titularbischof von Britonia. Die Bischofsweihe spendete ihm der Papst persönlich am 6. Januar 1995 im Petersdom; Mitkonsekratoren waren die Kurienerzbischöfe Giovanni Battista Re, Substitut des Staatssekretariats, und Jorge María Mejía, Sekretär der Kongregation für die Bischöfe. Als Wahlspruch wählte Cieślik Evangelizare misit me (Lk 4,18 ): „Er hat mich gesandt, [den Armen] das Evangelium zu verkünden“. Als Weihbischof war er zudem ab 1995 Generalvikar des Bistums Koszalin-Kołobrzeg. Ferner leitete er an der Diözesankurie die Abteilung für das katholische Bildungswesen und war für die Fortbildung der jungen Priester zuständig. Darüber hinaus lehrte er ab 1995 Bibelwissenschaft am Priesterseminar in Koszalin.
Am 19. September 2015 nahm Papst Franziskus das altersbedingte Rücktrittsgesuch von Paweł Cieślik an.
In der Polnischen Bischofskonferenz fungiert er seit 2022 als Protektor der Schönstattbewegung in Polen. Zuvor war er Sekretär der Kleruskommission. Außerdem gehörte er der Kommission für die Institute des geweihten Lebens und für die Gesellschaften apostolischen Lebens an.
2014 erhielt Cieślik die Ehrenbürgerwürde der Gmina Dygowo und 2021 der Gmina Zakrzewo.

## Schriften
- L’Instruction de Pierre à Corneille dans Actes X, 34–43. Contribution à l'étude des „discours missionnaires“ de Luc. Universität Straßburg, Straßburg 1976, OCLC 490388638.
- Kerygmat o Jezusie z Nazaretu w kazaniach misyjnych Dziejów Apostolskich. In: Ruch Biblijny i Liturgiczny. Band 34, Nr. 2, 1981, OCLC 7493492857, S. 113–119 (net.pl [PDF; 2,0 MB]).
- Prezbiter jako sługa w świetle odnowionego po Soborze Watykańskim II Pontyfikatu Rzymskiego. Wydawnictwo Diecezjalne i Drukarnia, Sandomierz 2011, ISBN 978-83-257-0356-1.